# Suzi Carla Barbosa
Pour les articles homonymes, voir Barbosa.
 (mai 2018).
Si vous disposez d'ouvrages ou d'articles de référence ou si vous connaissez des sites web de qualité traitant du thème abordé ici, merci de compléter l'article en donnant les références utiles à sa vérifiabilité et en les liant à la section « Notes et références ».
Suzi Carla Barbosa est une femme politique, députée et ancienne secrétaire d'État à la Coopération internationale et aux Communautés bissoguinéenne, née le 5 juillet 1973 à Bafatá (Guinée-Bissau).  Elle est ministre des Affaires étrangères et des Communautés de la Guinée-Bissau de son pays depuis juillet 2019.

## Biographie
Suzi Barbosa est titulaire d'un diplôme en relations internationales de l'Institut des sciences sociales et politiques de l'Université technique de Lisbonne, d'un Master en développement et coopération internationale de l'Institut d'économie et de gestion de l'Université technique de Lisbonne et d'une spécialisation en études européennes à l'Université catholique de Louvain en Belgique[réf. nécessaire][réf. nécessaire].
Suzi Barbosa a été élue en Guinée Bissau députée à la IXe législature en 2014, pendant laquelle elle a endossé les rôles de vice-présidente du groupe parlementaire du Parti africain pour l'indépendance de la Guinée et du Cap-Vert (PAIGC) ainsi que de présidente du Réseau des femmes parlementaires. Elle a ensuite été secrétaire d'État à la coopération internationale et aux collectivités auprès du gouvernement bissoguinéen de 2015 à 2016.[réf. nécessaire]
Suzi Barbosa est membre de plusieurs parlements internationaux: le Parlement de la CPLP, l'UIP (Union de la jeunesse interparlementaire) à Genève[réf. nécessaire]et la Parliamentarians for Global Action (PGA : Action mondiale des parlementaires) à New York, en tant que spécialiste des droits de l'homme, du genre et de la jeunesse.
Elle est  considérée comme l'une des plus importantes personnalités politiques africaines. Le 4 juillet 2019, elle a été nommée ministre des Affaires étrangères dans le gouvernement d'Aristides Gomes. Elle poursuit une politique de sensibilisation internationale au rôle des femmes en Afrique. Elle démissionne le 24 janvier 2020, à la suite de problèmes "personnels et politiques".
Elle fait partie du gouvernement mis en place par Umaro Sissoco Embalo le 2 mars 2020. 
Son gouvernement soutient les revendications du Maroc au Sahara,. 